# Стиз двокрапковий
Стиз двокрапковий (Stizus bipunctatus) — вид комах з родини Crabronidae. Корисний ентомофаг.

## Морфологічні ознаки
Щитик з двома жовтими плямами по боках. Жовті плями на 2-му терґіті черевця хвилеподібно зігнуті. Довжина тіла — 15–19 мм. 

## Поширення
Охоплює південно-східну Європу, Малу Азію, південно-західну Азію, північно-східні райони Афганістану. 
В Україні зустрічається в деяких місцях узбережжя Чорного моря (південні райони Одеської, Миколаївської, Херсонської областей та Криму).

## Особливості біології
Біотопи перебування: ксерофітні ділянки в долинах річок, піщані схили ярів та балок. Літ імаго — у червні–серпні. Гніздо будує в піщаному ґрунті. Яйця самиці відкладають на тіло паралізованих саранових.

## Загрози та охорона
Треба докладніше вивчити особливості біології виду, виявити і взяти під охорону місця його перебування. Рекомендований до охорони в Карадазькому та Опукському ПЗ.